# Marcelino Arana Franco
Marcelino Arana Franco (Herrera de Pisuerga; 22 de abril de 1877 - Paracuellos de Jarama; 26 de noviembre de 1936), fue un ingeniero agrónomo especializado en cultivos de secano y genética vegetal, fundador del Instituto de Cerealicultura de Madrid.

## Biografía

### Infancia y juventud
Hijo de Santos Arana, de Llodio, y de Mercedes Franco, de Herrera de Pisuerga. El padre se había formado como técnico agrícola en la Granja Modelo de Vitoria, fundada por la Diputación Foral de Álava, en Arcaute. Estudia bachillerato como alumno interno en el Colegio de Escolapios de Villacarriedo, para ingresar después en la Escuela de Agricultura General de Madrid, obteniendo el título de ingeniero agrónomo en 1901 como segundo de su promoción.

### Inicios de carrera
De 1902 a 1903 y de 1908 a 1911 trabajó en la Estación Enológica de Toro para revertir en la provincia de Zamora los daños causados por la filoxera. Como parte de esta etapa recibe un curso de capacitación en la Estación Enológica de Haro. Más adelante participa en el Congreso Nacional de Viticultura de Pamplona (1912).
Pasa los años intermedios (1904-1908) en Palencia, formando parte de la plantilla de la Granja-Instituto Agrícola, un centro pionero en la definición de nuevas técnicas de cultivo en secano. Allí colaboró estrechamente con José Cascón.

### La Estación de Agricultura General de Zamora
En 1911 pasó a dirigir la Estación de Agricultura General de Zamora, un centro agronómico modesto donde permanecerá quince años trabajando, a veces en condiciones económicamente precarias. Imparte conferencias de divulgación agrícola por los pueblos de la provincia de Zamora; acomete trabajos de mejora de trigos nacionales por selección, e inicia el ensayo de algunas variedades de trigos extranjeros aptos para el clima del interior peninsular, destacando las variedades italianas "Rieti", "Ardito", "Mentana" y "Senatore Cappelli", creadas por Nazareno Strampelli, o el canadiense "Manitoba". 
También en Zamora, entre 1918 y 1924, ensayó y difundió un sistema propio de cultivo en franjas para cereales, que mejoraba la conservación de la humedad por la tierra, y para cuyo uso óptimo inventó y patentó una sembradora y una vertedera. Este nuevo método le valió recibir de Alfonso XIII la Gran Cruz de la Orden del Mérito Agrícola.

### Acción social agraria
Favorable al régimen de Miguel Primo de Rivera, colabora con el somatén de Zamora y en 1926 se traslada a Madrid para trabajar en la Junta de Acción Social Agraria, colaborando en la resolución del pleito centenario de la Aldea de San Nicolás (Gran Canaria) y en la compra del pueblo de Guarrate (Zamora) por sus habitantes. También efectúa, junto a Gregorio Matallana Revuelta, estudios para la desecación de la Laguna de La Nava que no se llegan a ejecutar. Su actividad social culmina con su nombramiento como asambleísta nacional en 1928, en calidad de "representante de la cultura, la producción, el trabajo, el comercio y demás actividades de la vida nacional".
Como parte de sus responsabilidades, representa a España entre 1925 y 1931 en varias reuniones del Instituto Internacional de Agricultura, con sede en Roma, y visita en misión de estudios los centros agronómicos italianos, destacando los emplazados en Rieti y Módena.

### El Instituto de Cerealicultura de La Moncloa
En 1927 es nombrado director de la Estación de Cerealicultura, un centro experimental aún por crear, destinado a la investigación en genética de cereales. En 1929 el centro inicia sus actividades con el nombre de Instituto de Cerealicultura, teniendo su sede central en la Casa de Oficios de La Moncloa, en Madrid, y estaciones secundarias en Zamora, Jerez de la Frontera y Alcalá de Henares. Su función principal era la obtención de nuevas variedades de trigo mediante hibridación, el ensayo de variedades de maíz aptas para su cultivo en secano y el establecimiento de un laboratorio para el análisis del rendimiento harino-panadero del trigo. Forman parte de la plantilla del Instituto, entre otros, los ingenieros agrónomos Fernando Silvela Tordesillas, Ramón Blanco Pérez de Camino y Alonso Ruiz de Arcaute Ollo y el perito agrícola Juan Matallana Ventura.
El Instituto de Cerealicultura fue uno de los primeros centros españoles de investigación sobre mejora genética de cereales, y el primero del Ministerio de Agricultura. Varios años antes había iniciado los primeros trabajos de hibridación de maíz la Misión Biológica de Galicia, dependiente de la JAE, a cargo de Cruz Gallástegui —de quien Arana era amigo y admirador—. También a mediados de la década de 1920 los servicios agronómicos de la Diputación Foral de Navarra comenzaron experimentos de hibridación con trigo a cargo de Daniel Nagore y Apolinar Azanza.

### Años finales
En 1934 es ascendido, con plaza en el Consejo Agronómico, realizando viajes de inspección por España; en uno de ellos, en 1935, recomendó que no se suspendiese la subvención del Ministerio de Fomento a la Misión Biológica de Galicia. Realizó asimismo estudios sobre la introducción del cultivo del sorgo y la soja en España e impartió conferencias agrícolas por la radio.
Por sus convicciones católicas y monárquicas es depurado del Ministerio de Agricultura en agosto de 1936 y detenido en Madrid a principios de noviembre del mismo año. Unas semanas después, por orden escrita de Segundo Serrano Poncela, es asesinado en las matanzas de Paracuellos de Jarama.

## Obras
Gran parte de su obra experimental se ha perdido, por quedar completamente destruidas en la Guerra Civil Española las oficinas centrales del Instituto de Cerealicultura.
Obras publicadas:
- Estación Enológica de Toro : Memoria correspondiente al año 1908 / Estación Enológica de Toro-- Zamora : Región Agronómica Leonesa, 1909 (Imprenta de E. Calamita) 29 p., 1 h. pleg. : gráf. ; 22 cm.-- (Memoria / Estación Enológica de Toro ; enero de 1909)

- Estación Enológica de Toro : Memoria correspondiente al año 1909 / Estación Enológica de Toro-- Palencia : Región Agronómica Leonesa, [s.a.] (Imprenta y Litografía) 27 p. : [1] h. pleg. ; 22 cm.-- (Memoria / Estación Enológica de Toro ;junio 1910))

- Una plaga de los árboles frutales producida por las orugas de la especie Aglaope infausta (Linn.) en el término municipal de Toro (Zamora) : descripción específica, noticias biológicas y procedimientos de extinción / por los ingenieros agrónomos Leandro Navarro y Marcelino Arana-- Madrid : [s.n.], 1911 (Imprenta Artística José Blass y Cía.)19 p., 2 h. de lám. : il. ; 24 cm

- La viña nueva : los híbridos productores directos / por Marcelino de Arana y Franco-- Zamora : Estación de Agricultura General de Zamora, [s.a.] (Est. Tip. de Enrique Calamita) 31 p. ; 21 cm.-- ([Folleto]de la Estación de Agricultura General de Zamora, Servicio Agronómico Nacional).

- Nuevos métodos de cultivo en secano : el cultivo continuo / por Marcelino Arana y Franco-- [Madrid : Imp. de Ramona Velasco, 1925] 295 p., : il. ; 21 cm

- El cultivo continuo en secano, en líneas distanciadas : extracto de una conferencia / por Marcelino Arana. 8 p. ; 21 cm-- (Hojas divulgadoras; 12/1925)

- Informe pericial con motivo de la demanda de desahucio entablada por doña Dolores Delgado y García, contra el Ilmo. sr. marqués de Casa-Pizarro, arrendatario de la finca "Cabañuelas", sita en Talavera de la Reina, y en vista del dictamen emitido por los ingenieros agrónomos D. Narciso Ullastres y D. Juan Marcilla / [Marcelino Arana y Franco y Andrés Garrido de Buezo] Madrid : [s.n.], 1927 (Imp. de Ramon Velasco, Vda. de P. Pérez). 78 p. ; 23 cm + [2] planos.

- Instrucciones para el cultivo del maíz en secano / por Marcelino de Arana-- 2ª ed-- Madrid : Instituto de Cerealicultura, 1931. 22 p. ; 17 cm

- Instrucciones para el cultivo del maíz en secano / por Marcelino de Arana. -- Madrid : Ministerio de Agricultura, Industria y Comercio, 1932. 16 p. ; 21 cm-- (Hojas divulgadoras; 1-2/1932)

- El Instituto de Cerealicultura y los nuevos tipos de trigo / por Marcelino de Arana-- [Madrid] : Dirección General de Agricultura, Servicio de Publicaciones Agrícolas, [1934] (Madrid : Gráf. Uguina). 37 p. : il. ; 20 cm

- Necesidad de aumentar la producción del maíz en España y modo de conseguirlo : conferencia radiada por el Servicio Oficial de Radiodifusión Agrícola el día 20 de marzo de 1935, en Unión Radio / por Marcelino de Arana-- [Madrid] : Dirección General de Agricultura, Servicio de Publicaciones Agrícolas, [Ministerio de Agricultura, 1935] 8 p. ; 22 cm

- Necesidad de aumentar la producción del maíz en España y modo de conseguirlo / por Marcelino de Arana. Madrid : Ministerio de Agricultura, 1935. 16 p. : il. ; 21 cm-- (Hojas divulgadoras; 11/1935)

- Acerca de la soja : conferencias radiadas por el Servicio Oficial de Radiodifusión Agrícola los días 9 y 26 de abril de 1935 / por Marcelino de Arana y Franco-- [Madrid] : Dirección General de Agricultura, Servicio de Publicaciones Agrícolas, [Ministerio de Agricultura, 1935] 19 p. ; 22 cm

- Acerca de la soja / por Marcelino de Arana y Franco. Madrid : Ministerio de Agricultura, 1935. 16 p. : il. ; 21 cm-- (Hojas divulgadoras; 17/1935)

- Praderas naturales / por Marcelino de Arana-- Madrid : Ministerio de Agricultura, 1936. 16 p. : il. ; 21 cm-- (Hojas divulgadoras; 10/1936)